# Zergeboglár
A zergeboglár (Trollius) a boglárkavirágúak (Ranunculales) rendjébe és a boglárkafélék (Ranunculaceae) családjába tartozó nemzetség.

## Fajok
A lista nem teljes.
- kasmíri zergeboglár (Trollius acaulis)
- Trollius albiflorus
- Trollius altaicus
- ázsiai zergeboglár (Trollius asiaticus)
- Trollius buddae
- kínai zergeboglár (Trollius chinensis)
- Trollius dschungaricus
- európai zergeboglár (Trollius europaeus)
- Trollius farreri
- Trollius japonicus
- amerikai zergeboglár (Trollius laxus)
- Trollius ledebourii
- Trollius lilacinus
- Trollius macropetalus
- Trollius micranthus
- Trollius pumilus
- Trollius ranunculoides
- Trollius riederianus
- Trollius taihasenzanensis
- Trollius vaginatus
- Trollius yunnanensis